# Anuj
Anuj (ros.  Ану́й ) – rzeka w Rosji, lewy dopływ Obu. Długość rzeki wynosi 327 km, powierzchnia zlewni 6930 km².

## Przebieg rzeki
Źródła rzeki położone są w północno-zachodnim Ałtaju. Rzeka powstaje z połączenia rzek Biały Anuj (Белый Ануй) (większa) i Czarny Anuj (Чёрный Ануй). W początkowym biegu płynie w kierunku północno-zachodnim. Następnie zakręca na wschód. Zasilana głównie wodą z opadów deszczu i śniegu. Ujście do Obu jako lewy dopływ 20 km poniżej miasta Bijsk w Kraju Ałtajskim. 
Rzeka zamarza w okresie od listopada do kwietnia. Rzeka nie jest żeglowna. Nie posiada znaczących dopływów.